# Mehdi Abid Charef
Mehdi Abid Charef (nascido em 14 de dezembro de 1980 em Constantina) é um árbitro de futebol da Argélia.
Participou da Copa do Mundo Sub-17 da FIFA de 2015 no Chile e da Copa do Mundo Sub-17 da FIFA de 2017 na Índia.